# شاه‌ماهی
شاه‌ماهی (به انگلیسی: Herring) نوعی ماهی روغنی از خانوادهٔ شَگ‌ماهیان است که در آب‌های کم‌ژرفا و معتدل اقیانوس آرام شمالی و اقیانوس اطلس شمالی و دریای بالتیک زندگی می‌کند. 
دو گونه از شاه‌ماهی‌ها به نام‌های شاه‌ماهی اطلسی و شاه‌ماهی آرام شناخته شده‌است.
در زبان ژاپنی نیشین (ニシン) نامیده می‌شود و یکی از عناصر سوشی است.
شاه‌ماهی نقش مهمی در تاریخ شیلات دریایی اروپا ایفا کرده است، و در اوایل قرن بیستم، مطالعه آن‌ها پایه‌ای برای توسعه علم شیلات بود.

## منابع

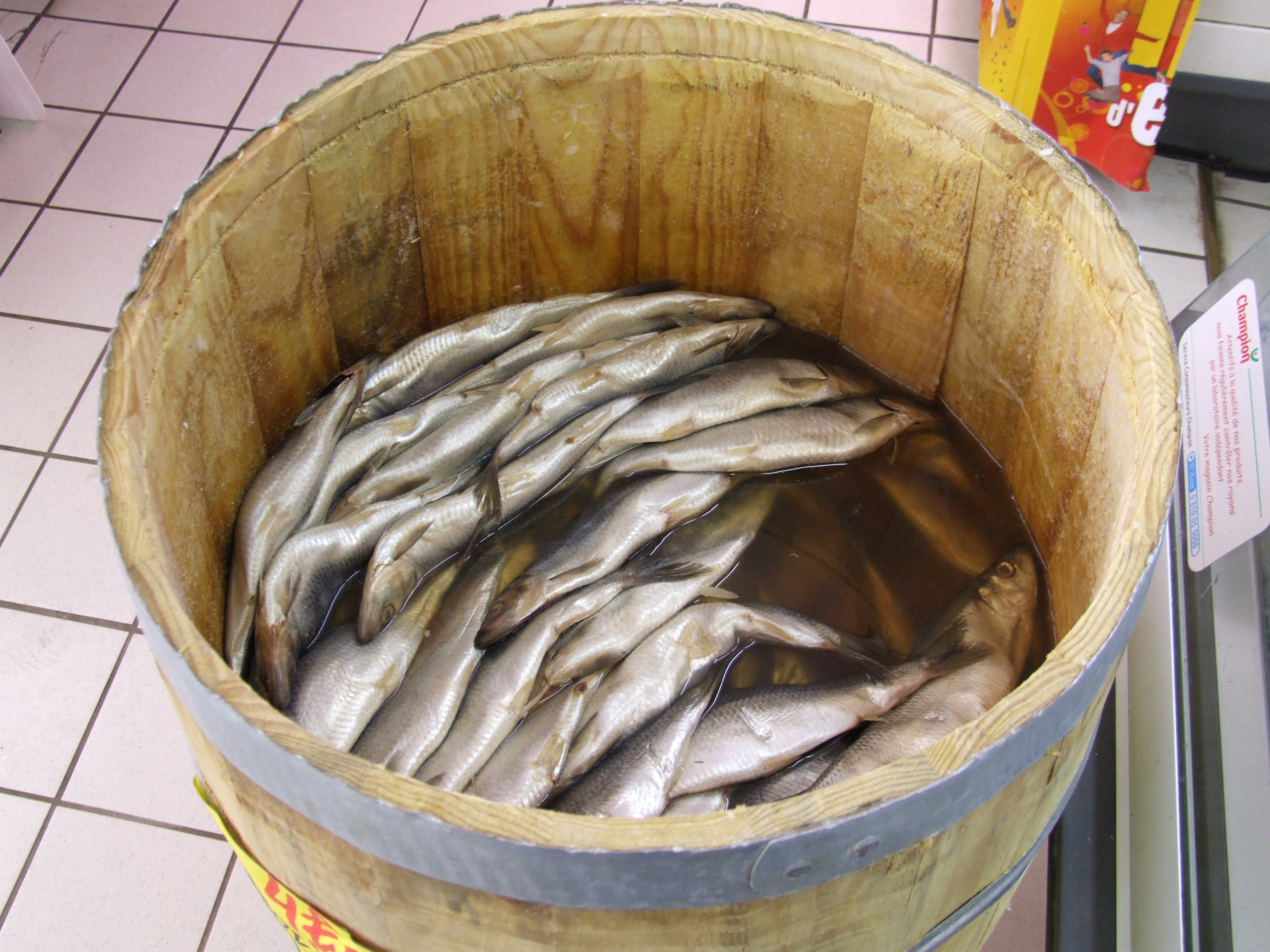
Clupea harengus